# نوپور شارما
نُوپُر شَرْمَا (پنجابی: ਨੂਪੁਰ ਸ਼ਰਮਾ، هندی: नूपुर शर्मा) یک سیاستمدار اهل هند و سخنگوی سابق حزب بهارَتِیَّ جَنْتا است۔ در ژوئن ۲۰۲۲، به دلیل اظهارنظرهایش در مورد محمد(ﷺ) پیامبر اسلام و سن همسر سومش، عائشهؓ، از حزب تعلیق شد۔
او کارشناسی حقوق از دانشگاه دهلی و کارشناسی ارشد حقوق تجارت بین‌الملل از دانشکده اقتصاد لندن دارد۔ فعالیت سیاسی خود را در سال ۲۰۰۸ و زمانی که به عنوان رئیس اتحادیه دانشجویان انتخاب شد، آغاز کرد۔ به خاطر توانایی استدلال و شجاعت بیان به هر دو زبان انگلیسی و هندی در سال ۲۰۱۳ از سوی حزب بهارَتِیَّ جَنْتا برای انتخابات مجلس از شهر دهلی نامزد شود۔